# Sintez Kazan
Le Sintez Kazan (Синтез Казань) est un club russe de water-polo, installé à Kazan.

## Historique
Le club est créé en 1974 avec Kazanorgsintez comme sponsor depuis, une des principales compagnies de produits chimiques de Russie.
À partir de 2005, l'équipe masculine se distingue en étant toujours dans les trois premiers en fin du championnat de Russie, le remportant en 2006-2007. Durant cette même saison, il gagne le trophée de la Ligue européenne de natation, la seconde coupe d'Europe des clubs après en avoir été finaliste en 2006.

## Palmarès masculin
- 1 trophée LEN : 2007.
- 1 titre de champion de Russie : 2007.
- 2 coupes de Russie : 2005[4] et 2010[5].